# Sibylle-Marie de Saxe-Mersebourg
Sibylle-Marie de Saxe-Mersebourg (Mersebourg, 28 octobre 1667 – Bernstadt, 9 octobre 1693) est une princesse de Saxe-Mersebourg et, plus tard duchesse consort de Wurtemberg-Bernstadt.

## Biographie
Elle est la dernière des dix enfants du premier duc de Saxe-Mersebourg Christian Ier de Saxe-Mersebourg et son épouse Christine de Schleswig-Holstein-Sonderbourg-Glücksbourg.
Comme ses sœurs, elle est destinée à participer à la politique matrimoniale entreprise par son père pour épouser un prince allemand. Elle épouse le futur duc d'Œls Christian-Ulrich Ier de Wurtemberg-Œls, dont elle est la seconde épouse. Le mariage est célébré au château de Doberlug-Kirchhain le 27 octobre 1683.
Sibylle-Marie donne à son mari, déjà père de sept enfants de son premier mariage, d'autres héritiers:
- Christine-Marie (Bernstad, 17 août 1685 - Bernstad, 24 mars 1696)
- Christian (Mersebourg, 24 juillet 1686 - Mersebourg, 8 juillet 1689)
- Éléonore-Hedwige (Bernstad, 11 juillet 1687 - Bernstad, 25 octobre 1688)
- Ulrique-Erdmute (Breslau, 5 février 1689 - Bernstad, 5 septembre 1690)
- Charles-Frédéric II de Wurtemberg-Oels (Mersebourg, 7 février 1690 - Oels, 14 décembre 1761), duc de Wurtemberg-Oels-Juliusbourg, il épousa Sibylle Charlotte Juliana de Wurtemberg-Weiltingen
- Christian-Ulrich II de Wurtemberg-Wilhelminenort (Oels, 27 janvier 1691 - Stuttgart, le 11 février 1734), duc de Wurtemberg-Wilhelminenort, il épouse Philippine-Charlotte de Redern de Krappitz
- Élisabeth-Sibylle (Delitzsch, 19 mars 1693 - Delitzsch, 21 février 1694).

Elle est décédée quelques mois après la naissance de sa dernière fille. Son mari, s'est remarié avec Sophie-Wilhelmine de la Frise orientale.